# Eupogonius lateralis
Eupogonius lateralis är en skalbaggsart som beskrevs av Martins och Maria Helena M. Galileo 2009. Eupogonius lateralis ingår i släktet Eupogonius och familjen långhorningar.
Artens utbredningsområde är Costa Rica. Inga underarter finns listade i Catalogue of Life.